# Distretto di Alto Pichigua
Il distretto di Alto Pichigua è uno degli otto distretti della provincia di Espinar, in Perù. Si trova nella regione di Cusco.